# 南湖区
南湖区是中国浙江省嘉兴市所辖的一个市辖区，原名秀城区，2005年5月17日改为现名。位於浙江省北部杭嘉湖平原，東鄰上海，西靠杭州，北依蘇州，南瀕杭州灣，是嘉興市經濟、政治、文化、商貿中心。區人民政府駐凌公塘路1260。区域总面积为438.99平方公里。

## 地名由来
南湖流经此区，故名。

## 行政区划
南湖区下辖9个街道办事处、4个镇：
建设街道、解放街道、新嘉街道、南湖街道、新兴街道、七星街道、东栅街道、城南街道、长水街道、凤桥镇、余新镇、新丰镇和大桥镇。

## 人口
根據第七次全国人口普查數據，截至2020年11月1日零時，南湖區常住人口為624655人。

## 交通
- 沪昆铁路：嘉兴站
- 沪昆客运专线：嘉兴南站